# Анал (народ)
Анал — племя нага в штате Манипур в Северо-Восточной Индии и частично в Мьянме. Они занесены в список зарегистрированных племён в соответствии с Законом о зарегистрированных кастах и зарегистрированных племенах Конституции Индии 1976 года. Племя анал — одно из «шестидесяти шести племён нага» на их исконной родине. Члены этого племени встречаются как в Индии, так и в Мьянме. В Индии они расположены в штатах Манипур и Нагаленд. В штате Манипур население Анал Нага сконцентрировано в Чанделе; несколько деревень Анал расположены в соседних районах: в районе Чурачандпур около трёх деревень, а в районе Тубал — одна или две.
В Мьянме аналы живут в Сикайне. Население аналов там сокращается. В настоящее время существует три деревни, где живут аналы: Нга Кала, Напалун и Хайка. Раньше у аналов не было проблем с переездом или посещением районов анала, которые теперь находятся в Мьянме, и наоборот. Однако с демаркацией границ они попали в две отдельные единицы, и, как следствие, передвижения людей теперь ограничено. Как следствие, взаимодействия между членами одного и того же племени, ныне существующими в двух разных странах, прекратилось. Сообщество Анал — одно из старейших жителей холмистой местности в штате Манипур. На это указывают и археологические находки в Чакпикаронге. Несмотря на это, количество аналов остаётся небольшим. Согласно переписи населения Индии, население Анала составляло 21 242 человека, а по переписи 1991 года — 10 642 человека.
Анал-наги признаны племенем в Манипуре с 1951 года. Это признание племени Анал сделал Рочунга Пудайте, который встретился с премьер-министром Джавахарлалом Неру в Дели в 1951 году и попросил его признать зарегистрированным племя Хмар в Северо-Восточной Индии, надев традиционную одежду Хмар. Затем премьер спросил его, знает ли он о существовании других племён, не включенных в список. Рочунга  добавил племена анал, кома, паит и другие, тем самым проложив путь для их признания. Однако только после реорганизации племён в 1956 году все вышеупомянутые племена были признаны правительством Манипура. Таким образом, Анал Нага — одно из 33 племён Манипура. Анальский язык относится к семейству тибето-бирманских языков. Их называют одним из племён «нага» Манипура. и они признаны частью Списка племён нагов правительством штата Манипур.